# フランツ・イッテンバッハ

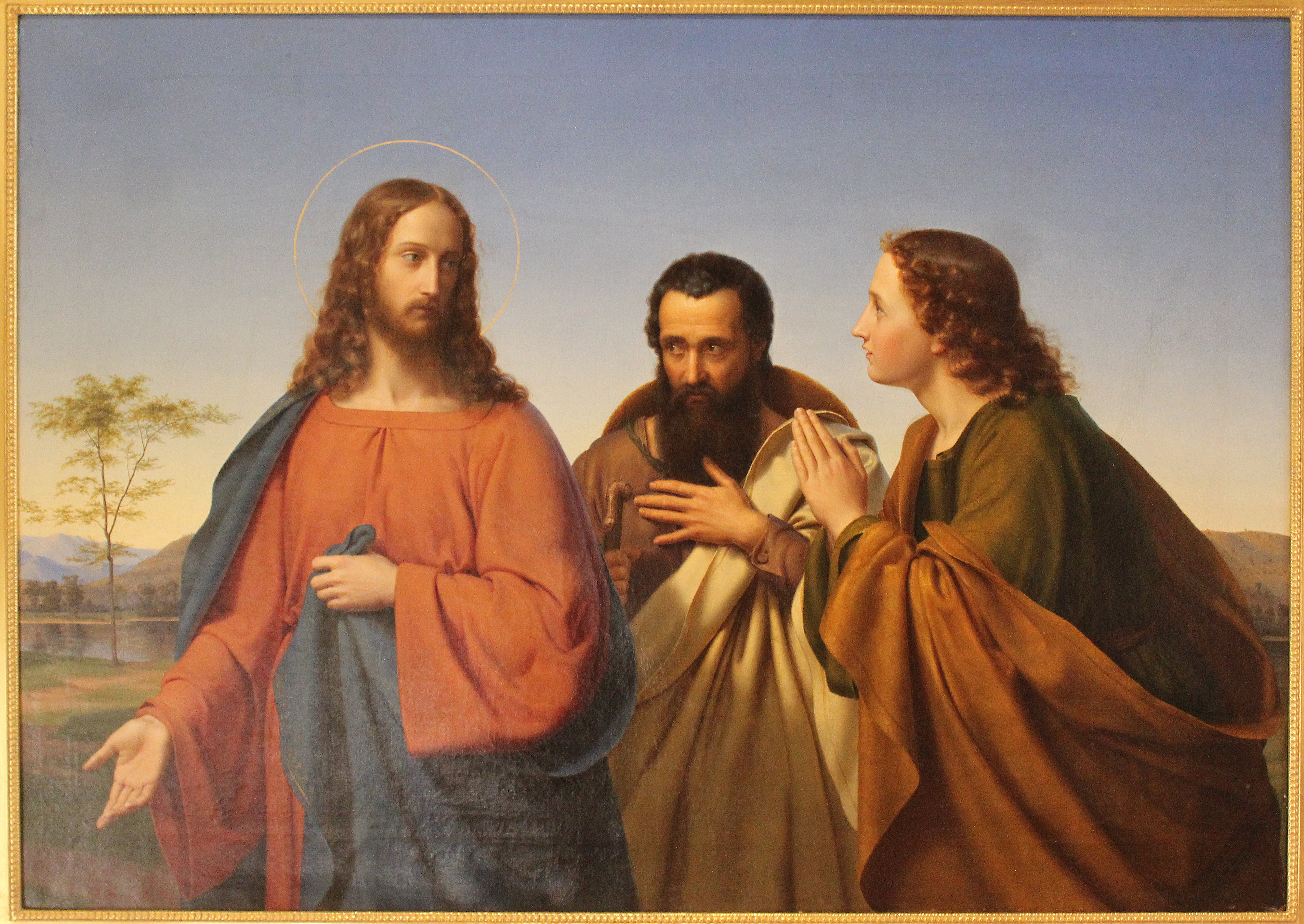
フランツ・イッテンバッハ作の宗教画、Kunstmuseum Moritzburg

フランツ・イッテンバッハ（Franz Ittenbach,1813年4月18日 - 1879年11月30日）は、ドイツの画家である。「ナザレ派」の画家たちの影響を受けて宗教画を描いた。 

## 略歴
現在のノルトライン＝ヴェストファーレン州のケーニヒスヴィンター(Königswinter)で生まれた。兄の商売を手伝った後、ケルンの画家フランツ・カッツ（Franz Katz: 1781-1851）に学んだ。1831年の12月にデュッセルドルフ美術アカデミーに入学し、ハインリヒ・クリストフ・コルベ、テオドール・ヒルデブラントや校長のフリードリッヒ・ヴィルヘルム・フォン・シャドーらに学んだ。
1839年にシャドーと学生のカール・ミュラー（1818-1893）とともにフレスコ画の技術を学ぶためにイタリアに旅し、イッテンバッハは1842年4月まで滞在した。ナザレ派の画家のヨハン・フリードリヒ・オーファーベック（1789-1869）を中心とする画家たちと働き、ローマで活動するドイツ語圏の芸術家集団「 Ponte-Molle-Gesellschaft 」の中で活動した 。ドイツに戻るとミュンヘンの聖ボニファス修道院（Abtei St. Bonifaz）の装飾画制作にヨハン・フォン・シュラウドルフ（Johann von Schraudolph: 1808-1879）とハインリヒ・マリア・フォン・ヘス（1798-1863）のもとで働き、フレスコ画の技術を習得した。1844年から1850年の間、エルンスト・デーガー（Ernst Deger: 1809-1885）やアンドレアス・ミュラー（Andreas Müller: 1811-1890）カール・ミュラーとともに、レマーゲン（現ラインラント＝プファルツ州）の聖アポリナリス教会(Apollinariskirche)の装飾画を制作した。
1847年に結婚し、1849年からはデュッセルドルフで暮らした 。1849年から1965年の間はヨーゼフ・ヴィンターゲルスト（Josef Wintergerst: 1783-1867）やルドルフ・ヴィークマン（1804-1865）の助手としてデュッセルドルフ美術アカデミーの上級クラスで教えた。1859年からデュッセルドルフの美術家協会、「Malkasten」の会員になった。
ベルギーの画家、ヨゼフ・ヤンセンス（Jozef Janssens: 1854-1930）やオランダ生まれの画家ハインリック・ヨハン・ジンケル（Heinrich Johann Sinkel: 1835-1908）をプライベートで教えた。
1868年にウィーン美術アカデミーの名誉会員に選ばれた。1879年にデュッセルドルフで66歳で亡くなった 。娘のヴィルヘルミーネ・イッテンバッハ（Wilhelmine Ittenbach; 1851-1891）は画家、イラストレーターになった。 

## 作品

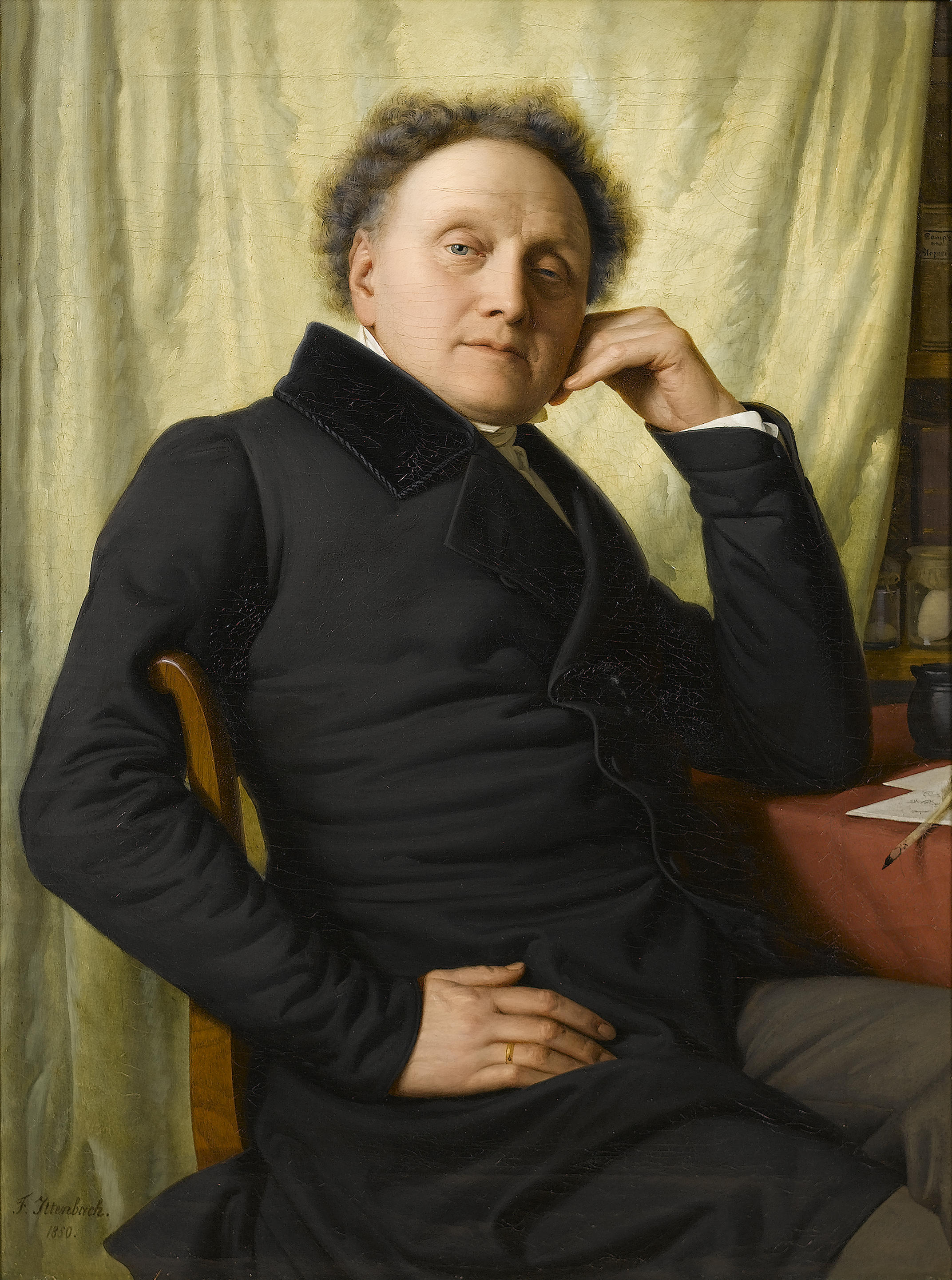
医師Franz Xavier von Soistの肖像画 (1950)
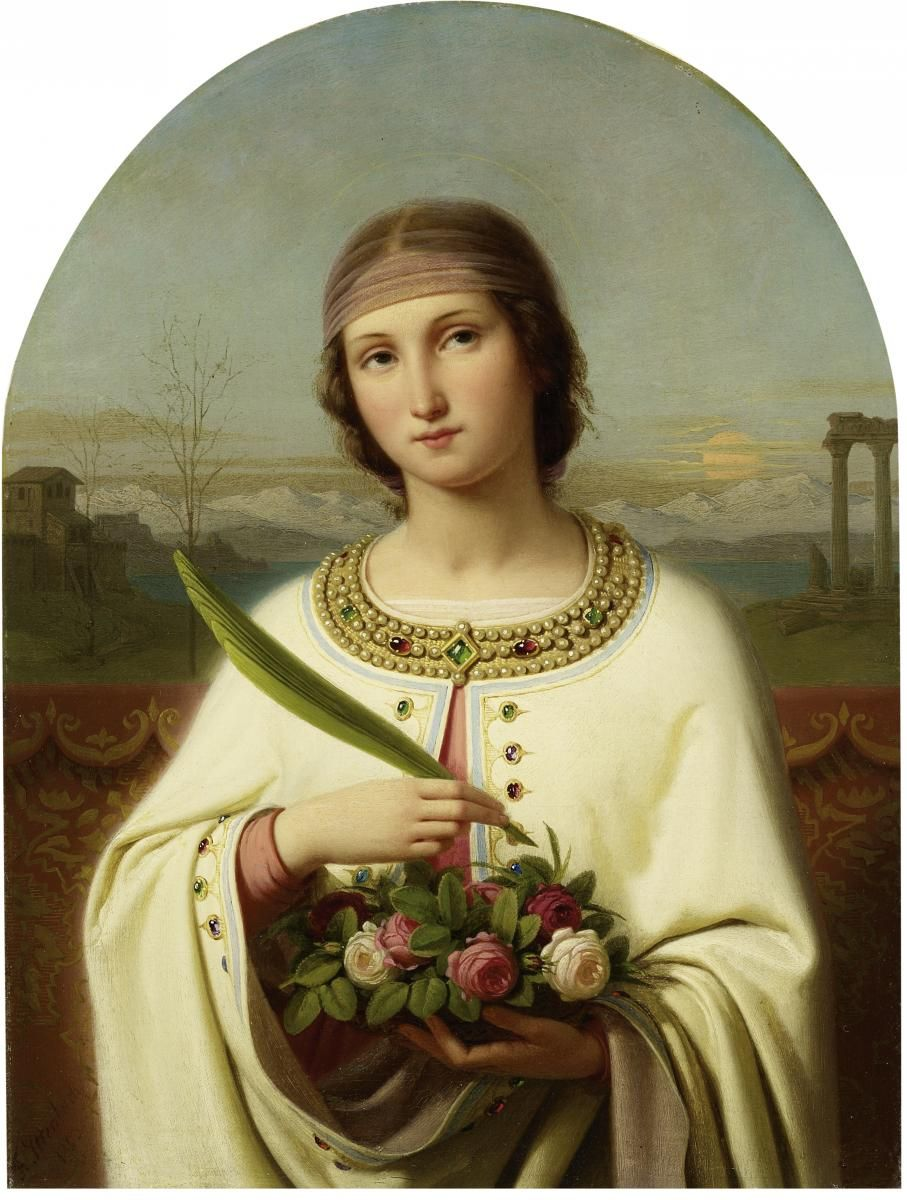
聖ドロテア (1850)
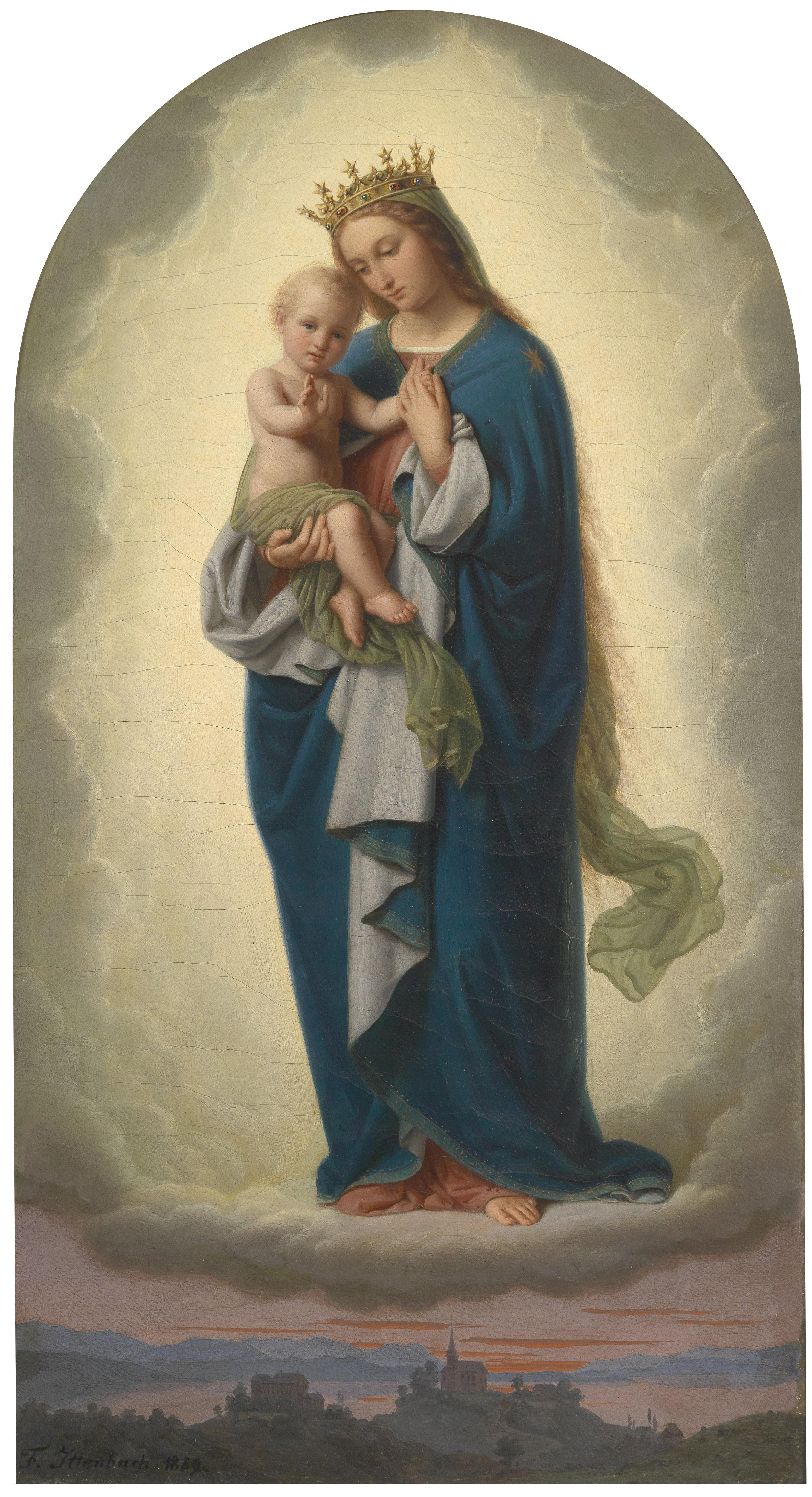
聖母子 (c.1862)
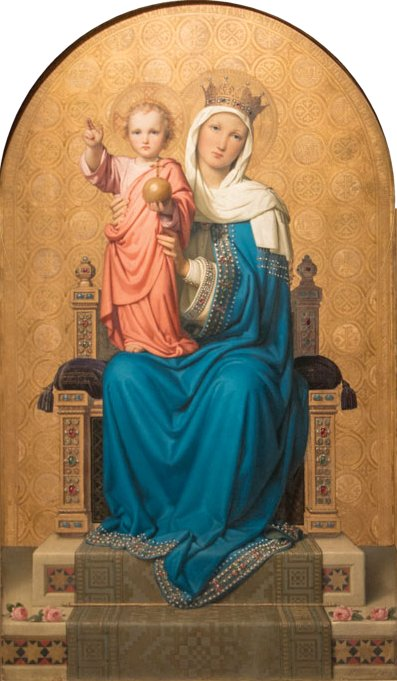
宗教画 (1872) Milwaukee Art Museum